# ピエール・ビヨット
ピエール・アルマンド・ガストン・ビヨット（フランス語: Pierre Armand Gaston Billotte、1906年3月8日 - 1992年6月29日）は、フランスの政治家、軍人。最終階級は師団将軍(陸軍少将)。

## 経歴

### 前半生
1906年3月8日に第三共和政時代のパリに誕生した。父は後に軍将軍(陸軍大将)となるガストン・ビヨットである。

### セダンの戦い
第二次世界大戦勃発後の1940年5月15日、ビヨットはセダンの戦いで大きな戦果を上げる。この日、フランス・セダン郊外の村・ストンヌで彼の所属するフランス第三共和政陸軍第41戦車大隊第1中隊が、村を占領していたドイツ陸軍第10装甲師団第8装甲連隊と大規模な衝突を起こした。当時第41戦車大隊には重戦車シャールB1bisが配備されており、彼は「ウール(Eure)」とあだ名されていたB1bisの車長を務めていた。第41戦車大隊は、ドイツの手に落ちたストンヌを奪還するため攻撃を仕掛けた。第8装甲連隊と第41戦車大隊の間で激しい戦車戦が勃発したが、彼はその中で2両のIV号戦車と11両のIII号戦車を撃破している。また彼のB1bisはドイツの戦車や火砲から140発もの直撃弾を受けたが、どの弾もB1bisの重装甲を抜くことはできなかった。

### フランス降伏後
ビヨットの奮闘虚しく、1940年6月にフランスはドイツに降伏した。フランス降伏後、彼はドイツの捕虜となったが翌年脱走。自由フランス政府と接触し、自由フランス軍に移った。1942年から1943年まで、彼はシャルル・ド・ゴールの参謀長を務めている。連合国によるフランス進軍後は第2機甲師団に所属し、1944年後半には第10師団の司令官に就いた。フランスが解放された後、彼はフランス軍参謀副総長に就任している。

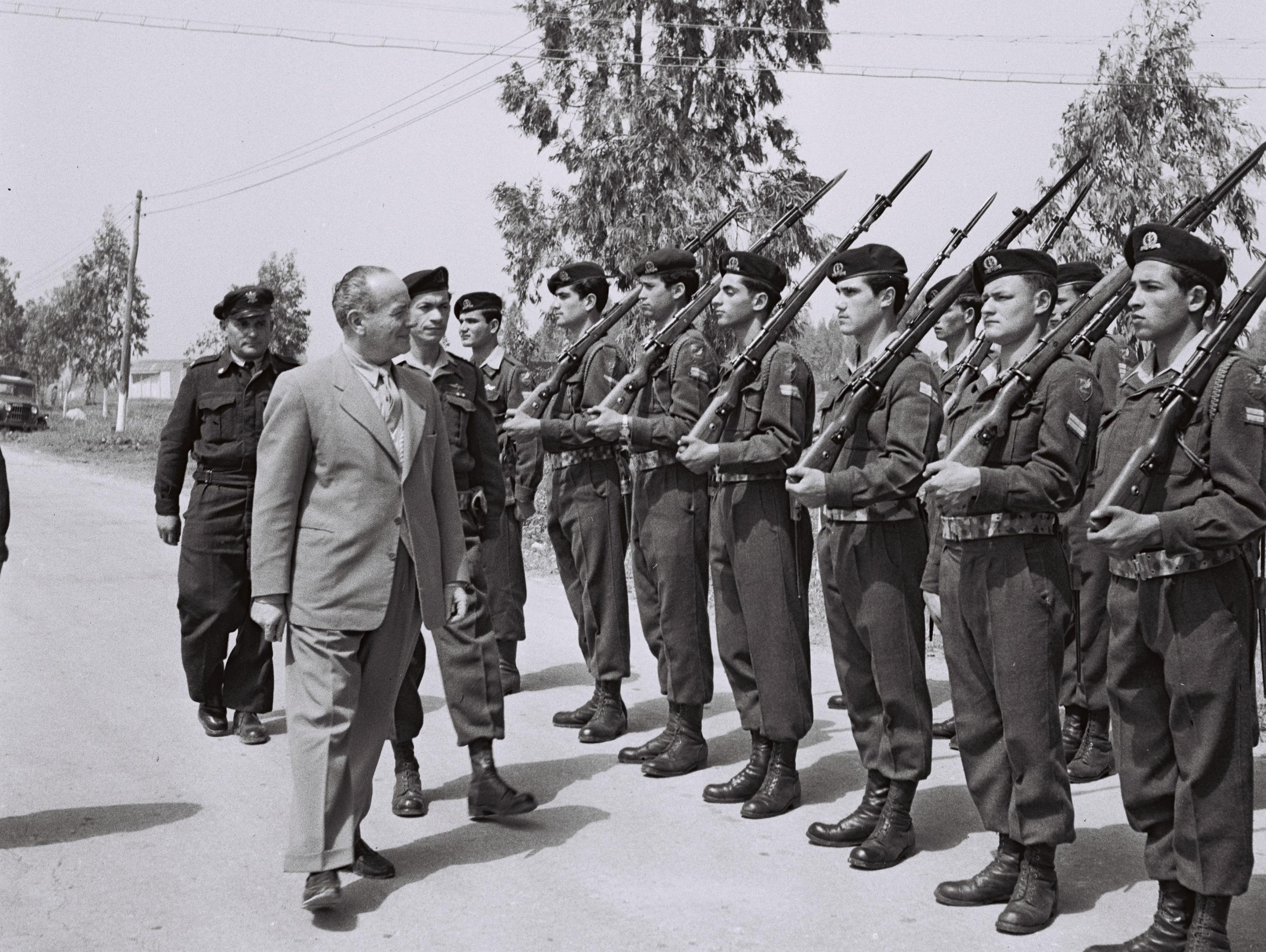
イスラエル訪問中に儀仗兵を観閲するビヨット（背広の人物・1957年3月1日）。

第二次世界大戦終結後、ビヨットは1946年から1950年まで国際連合でフランス軍の軍事援助の指揮を執った。1950年にフランス軍を退役すると、エドガール・フォール閣僚評議会議長の下で国防大臣(1955年 - 1956年)を、ジョルジュ・ポンピドゥー首相の時代に海外県・海外領土大臣(1966年 - 1968年)を務めた。
1992年6月29日にブローニュ＝ビヤンクールで死去した。86歳であった。

## 叙勲
|  |  |  |
|  |  |  |
|  |  |  |
|  |  |  |

| レジオンドヌール勲章       | レジオンドヌール勲章       | レジオンドヌール勲章       | 解放勲章         | 解放勲章         | 解放勲章         | 1939年乃至1945年従軍十字章 | 1939年乃至1945年従軍十字章 | 1939年乃至1945年従軍十字章 |
| 亡命記念章                 | 亡命記念章                 | 亡命記念章                 | 航空メダル       | 航空メダル       | 航空メダル       | 戦傷章                     | 戦傷章                     | 戦傷章                     |
| 自由フランス志願兵役記念章 | 自由フランス志願兵役記念章 | 自由フランス志願兵役記念章 | 大南竜星院勲章   | 大南竜星院勲章   | 大南竜星院勲章   | レジオン・オブ・メリット   | レジオン・オブ・メリット   | レジオン・オブ・メリット   |
| 従軍十字章                 | 従軍十字章                 | 従軍十字章                 | アラウィー朝勲章 | アラウィー朝勲章 | アラウィー朝勲章 | 栄光勲章                   | 栄光勲章                   | 栄光勲章                   |